# De fluit met zes smurfen (film)
De fluit met zes smurfen (originele titel: La Flûte à six schtroumpfs) is een Belgische animatiefilm van Eddie Lateste en Peyo uit 1975 waarin Johan en Pirrewiet de Smurfen voor het eerst ontmoeten. De film is gebaseerd op de strip De fluit met zes smurfen van Peyo's Johan en Pirrewiet (1960). Het was de droom van Peyo om een bioscoopfilm te maken rond zijn personages, die hiermee uitkwam.
Het scenario voor de film komt van Yvan Delporte, de regie was in handen van José Dutillieu.
In 1975 verscheen ook een geïllustreerd boek met het verhaal van de tekenfilm. Dit boek bevat onder meer afbeeldingen uit de film. In de zomer van 2011 verscheen de film voor het eerst in het Nederlands op dvd onder de titel De fluit met 6 smurfen. In het Frans verscheen de film op VHS in 1998 en op dvd in 2008.

## Verhaal
De verhaallijnen van De fluit met zes smurfen zijn grotendeels overgenomen van het stripverhaal waarop de film gebaseerd is. Er zijn in de filmadaptatie echter al meer Smurfen met een eigen identiteit; in het stripverhaal is er alleen de Grote Smurf en voor de rest naamloze Smurfen.

## Stemverdeling
De originele, Franse stemmen waren onder meer van Michel Modo, toen bekend van Le Gendarme de Saint-Tropez en Michel Elias, die later als bekend stemacteur onder meer de Franse stem van Kermit en Pumbaa insprak. De stemmen van de grootste rollen staan in onderstaande tabel.
| Personage         | Franse acteur (origineel) | Nederlandse acteur                                                             |
| ----------------- | --- | ------------------------------------------------------------------------------ |
| De verteller      | - | Arnold Gelderman                                                               |
| Johan             | William Coryn | Robert van 't Wout                                                             |
| Pirrewiet         | Michel Modo | Henk Votèl                                                                     |
| Koning            | Georges Pradez | Lex Goudsmit                                                                   |
| Matthijs Voddezak | Albert Médina | Coen Flink                                                                     |
| Vrouwe Pinbaard   | Ginette Garcin | Trudy Libosan                                                                  |
| Omnibus           | Henri Crémieux | Ger Smit                                                                       |
| Marskramer        | Angelo Bardi | Ferd Hugas                                                                     |
| Overige stemmen   | Georges Atlas, Jacques Dynam, Jacques Balutin, Henri Labussière, Jacques Ciron, Roger Crouzet, Michel Elias, Jacques Marin, Serge Nadaud et Jacques Ruisseau | Arnold Gelderman, Ger Smit, Trudy Libosan, Diederik Gelderman en Bill van Dijk |

| Credits          | Credits          |
| ---------------- | ---------------- |
| Dialoogregisseur | Arnold Gelderman |

## Achtergrond
In de jaren vijftig werd tekenfilmstudio Belvision opgericht door de eigenaar van stripuitgeverij Le Lombard. De studio maakte aanvankelijk tekenfilms rond de stripfiguren van de uitgever. Ze kregen echter ook aandacht voor de Smurfen en contacteerden Peyo met het voorstel een nieuw Smurfenverhaal te maken voor het witte doek. Peyo stelde daarop voor om een bestaand verhaal te verfilmen: De fluit met zes smurfen. Zo kwamen ook Peyo's favoriete personages, Johan en Pirrewiet, in de aandacht.
De tekenfilm werd een samenwerking tussen Peyo, medebedenker van het Smurfenuniversum Yvan Delporte en medewerkers van Peyo's tekenstudio en Belvision. Het werd een tekenfilm in de muzikale stijl van Disney, met onder andere muziek van componist en Oscarwinnaar Michel Legrand. Het thema van het verhaal, een toverfluit, vereenvoudigde de muzikale inslag. De decors werden geschetst door illustrator Michel Matagne, die eerder al decors uitwerkte voor de Smurfen.
De fluit met zes smurfen ging in België op kerstavond in première. Daarna ging de film naar Frankrijk en Nederland. Het werd een succes: de muziek en het verhaal kregen algemeen goede kritieken; op de samenhang van de animatie kwam echter wel slechtere kritiek.

## Release
De film ging voor het eerst in première in België en Zwitserland op 24 december 1975 en ging vervolgens in première in de Franse bioscopen op 21 januari 1976. De film werd op 15 december 1977 in Nederland uitgebracht, waar hij in het Nederlands werd nagesynchroniseerd en gedistribueerd door City Film.